# 坐骨神経痛
坐骨神経痛（ざこつしんけいつう、Sciatica、Sciatic Neuralgia）とは、
腰から足を下っていく痛みを特徴とする病状である。あくまで症状であり、病名ではない。人の体においてさまざまな原因により、坐骨神経が刺激されることに起因する神経痛である。痛みは、足の後ろ、外側、前方などでも起こる可能性がある。発症は重いものを持ち上げるような活動の後に突然起こることが多いが、徐々に発症することもある。痛みはよく、撃たれるような感覚と言われる。通常、症状は体の片側だけに現れる。しかしながら特定の原因によって両側に痛みが生じることもある。腰痛が時々見られる。患部の足、足のさまざまな部分などで脱力感やしびれが生じることもある。
坐骨神経痛の約90％は椎間板ヘルニアが原因であり、腰椎または仙骨神経根の圧迫による。ほかにも脊椎すべり症、腰部脊柱管狭窄症、梨状筋症候群、骨盤腫瘍、妊娠が原因に考えられる。ラセーグテストは診断の助けになりえる。このテストは対象者を仰向けに横たわらせ、足を上げると痛みが膝の下に跳ね上がる場合、陽性と判断するものである。大部分のケースでは医用イメージングは不要である。しかしながら腸や膀胱の機能が冒されている、感覚の著しい喪失もしくは衰弱がある、症状が長年続く、または腫瘍もしくは感染の懸念がある場合は画像撮影も用いられる。鑑別疾患として股関節の疾患や初期帯状疱疹（発疹形成前）がある。
初期治療はたいてい鎮痛薬である。一般的には、人々が能力を最大限に発揮している通常の活動を続けることが推奨される。坐骨神経痛の解消に必要なのは時間のみである。約90％の人々の症状は6週間以内に解決する。疼痛が重症であり、かつ6週間以上続く場合は、手術も選択肢になりえる。手術は疼痛を改善させることが多いが、その長期的な利益は不明である。神経痛の合併症として、正常な腸管機能または膀胱機能に障害をもたらしている場合には、手術が必要なこともある。ステロイド、ガバペンチン、プレガバリン、鍼治療、熱や氷、カイロプラクティックなどの治療法のエビデンスは限定的であるか不明である。
有病率は定義にもよるが、人々がある時点で坐骨神経痛を持っている割合は1～40%以下である。最も多いのは40-50代であり、女性よりも男性に多い。この症状は古代より知られており、1451年ごろには sciatica という言葉が使われていた。

## 症状
坐骨神経の走行に沿い、一側の大腿後面から足まで放散する痛みが特徴的である。low back painより強い一側の下肢痛、足かつま先に放散する痛み、痛みと同領域の異常感覚、ラセーグ徴候で陽性、1つの神経に由来する神経症状によって坐骨神経痛と診断される、
その日の健康状態や体調によって痛さや箇所が変わることもある。

## 種類
根性坐骨神経痛・腰椎性坐骨神経痛
坐骨神経の付け根が圧迫されて、痛みがおこるタイプの神経痛。椎間板ヘルニアが原因となっているケースが多い。
梨状筋性坐骨神経痛
梨状筋による神経圧迫によって起こるもの。
症候性坐骨神経痛
神経の圧迫が原因ではないため、まだ原因が詳しく解明されておらず、治療が困難。

## 診断

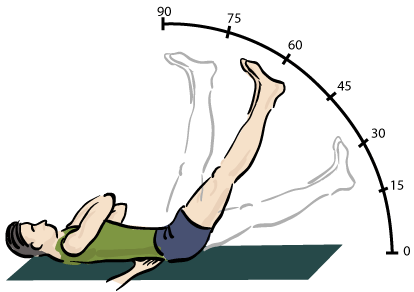
ラセーグ徴候のテスト

最も使われている診断法はラセーグ徴候を得るための脚上げであり、これは脚をまっすぐ伸ばして上げた際に、30から70度において坐骨神経のへの痛みが再現されるなら陽性とみなすものである。この検査は坐骨神経痛を持つ患者においては約90％が陽性となるのだが、しかし陽性であった人の約75％では坐骨神経痛ではない。坐骨神経痛に罹患していないほうの脚をまっすぐ引き上げると、罹患している側の脚に坐骨神経痛が生じることがある。これはフェジェルツタイン徴候(Fajersztajn sign)として知られている。これはラセーグ徴候よりも、より椎間板ヘルニアを特定する徴候となりえる 。咳、首の屈曲、頸静脈の両側圧迫といった脊椎内圧を上昇させる運動は、坐骨神経痛を悪化させる可能性がある。

## 治療
鍼灸治療では殿圧点、承扶穴、殷門穴、浮郄穴、胞肓穴、秩辺穴、委中穴、外承筋穴、陽陵泉穴、環跳穴、志室穴、大腸兪穴、委陽穴、陰谷穴、曲泉穴、内膝蓋穴、血海穴、内隙穴、内膝眼穴、築賓穴、夾脊穴に局所治療を行い、痛みを軽減することを目的とする場合もある。

## 関連
- 急性腰痛症